# والونئیک اسید دولاکتونی
والونئیک اسید دولاکتونی (به انگلیسی: Valoneic acid dilactone) با فرمول شیمیایی C۲۱H۱۰O۱۳ یک ترکیب شیمیایی است. که جرم مولی آن ۴۷۰٫۲۸ g/mol می‌باشد. 